# پیرسبز (کوه‌چنار)
پیرسبز، روستایی در دهستان کوهمره بخش کوهمره شهرستان کوه‌چنار در استان فارس ایران است.

## جمعیت
بر پایه سرشماری عمومی نفوس و مسکن در سال ۱۳۹۵، جمعیت این روستا برابر با ۵۱۸ نفر (۱۴۴ خانوار) بوده است.